# 신평 분기점
신평 분기점(新坪分岐點, Sinpyeong Junction, 신평JC)은 강원특별자치도 원주시 지정면 신평리에 설치된 광주원주고속도로와 중앙고속도로가 만나는 분기점이다. 2016년 11월 11일 개통되었다. 광주원주고속도로 광주 방향으로 가면 중앙고속도로로는 진출할 수 없고, 중앙고속도로 양방향으로 가면 광주원주고속도로 원주 방향으로는 진출할 수 없기 때문에 이 경우에는 만종 분기점을 이용해야 한다.
설계 당시 가칭은 서원주 분기점이었으나 2015년 12월 31일에 명칭을 신평 분기점으로 확정했다.

## 연혁
- 2010년 3월 4일 : 분기점 신설을 위해 원주시 도시계획시설 교통광장에 지정면 신평리 일원을 고시[2]
- 2015년 12월 31일 : 명칭을 신평 분기점으로 확정[1]
- 2016년 10월 20일 : 원주시 도시계획시설 교통광장 명칭을 신평 분기점으로 변경 고시[3]
- 2016년 11월 11일 : 광주원주고속도로 개통과 함께 통행 개시[4]

## 구조물 정보
- 위치 : 강원특별자치도 원주시 지정면 신평리
- 영업소 : 강원특별자치도 원주시 지정면 신평석화로 50

## 접속하는 노선

### 광주・원주방면
- 광주원주고속도로 (9번)

### 부산・춘천방면
- 중앙고속도로 (32-1번)

## 교통량 정보
원톨링 시스템에 의해 집계된 광주원주고속도로를 통과한 차량 기준이다.
| 요금소              | 통행량 (대/일) | 통행량 (대/일) | 통행량 (대/일) | 통행량 (대/일) | 각주  |
| 요금소              | 2016년         | 2017년         | 2018년         | 2019년         | 각주  |
| ------------------- | -------------- | -------------- | -------------- | -------------- | ----- |
| 신평분기점 (폐쇄식) | 4,992          | 5,168          | 3,835          | 4,176          | [ 5 ] |